# William Diehl
William Diehl (1925 - 24 de noviembre de 2006) fue un novelista estadounidense.
Comenzó su primera novela, Sharky's Machine, cuando tenía cincuenta años durante la celebración de un juicio en el que era jurado, y manifestó que lo hizo para evitar el aburrimiento en las sesiones. Sea como fuere, la obra fue un éxito y, a partir de ese momento, escribió un total de ocho novelas. Sharkys Machine fue llevado al cine e interpretada por Burt Reynolds. Aunque todas sus novelas fueron superventas, destaca también, por haber sido llevada al cine en 1996, Primal Fear, que fue interpretada en la gran pantalla por Richard Gere y Edward Norton.